# Iryanthera hostmannii
Iryanthera hostmannii là một loài thực vật có hoa trong họ Myristicaceae. Loài này được (Benth.) Warb. mô tả khoa học đầu tiên năm 1895.